# Міліновіце-Врбіна
Міліновіце-Врбіна (словац. Milinovice-Vrbina) — меліоративний канал у Словаччині; впадає у Хотарний канал, протікає в окрузі Дунайська Стреда.
Довжина приблизно 5.8 км. Витік знаходиться в Дунайській рівнині — з біфуркації кількох каналів.
Протікає територією сіл Чилижська Радвань; Балонь і Паташ (частина Міліновіце).